# Ermen Benítez
Ermen de Jesús Benítez Mesías (Esmeraldas, 4 de mayo de 1961) más conocido como Pantera, es un exfutbolista ecuatoriano, goleador histórico (191 goles) de los torneos de la Serie A de Ecuador.
Es padre de los futbolistas Cristian Benítez y Ronny Benítez.

## Trayectoria
Benítez debutó en 1980 jugando para Club Deportivo El Nacional, equipo con el cual en diez años marcaría 154 goles. Con los 'puros criollos' consiguió 3 campeonatos nacionales y jugó hasta 1990 con una pausa de un año, cuando fue a jugar en el Xerez Club Deportivo de España, siendo el primer jugador ecuatoriano en ser contratado en una liga profesional de fútbol de Europa. Pasó por Barcelona Sporting Club, Liga de Quito, Green Cross y Liga de Portoviejo.
Fue goleador histórico del CD. Nacional

## Selección nacional
Benítez fue parte de la Selección de fútbol de Ecuador en 19 oportunidades, marcando 8 goles.

### Participaciones internacionales
- Clasificación de Conmebol para la Copa Mundial de Fútbol de 1986
- Copa América 1987
- Copa América 1989
- Clasificación de Conmebol para la Copa Mundial de Fútbol de 1990
- Copa América 1991

## Clubes
| Club               | País    | Año       | Goles |
| ------------------ | ------- | --------- | ----- |
| El Nacional        | Ecuador | 1980-1986 | 79    |
| Xerez CD           | España  | 1986-1987 | 1     |
| El Nacional        | Ecuador | 1987-1990 | 75    |
| Barcelona SC       | Ecuador | 1991-1992 | 19    |
| Liga de Quito      | Ecuador | 1993      | 1     |
| Green Cross        | Ecuador | 1994      | 12    |
| Liga de Portoviejo | Ecuador | 1995      | 5     |
| Calvi Fútbol Club  | Ecuador | 1996      | 56    |

## Palmarés

### Campeonatos nacionales
| Título                 | Club         | País    | Año  |
| ---------------------- | ------------ | ------- | ---- |
| Campeonato Ecuatoriano | El Nacional  | Ecuador | 1982 |
| Campeonato Ecuatoriano | El Nacional  | Ecuador | 1983 |
| Campeonato Ecuatoriano | El Nacional  | Ecuador | 1984 |
| Campeonato Ecuatoriano | Barcelona SC | Ecuador | 1991 |

### Distinciones individuales
| Distinción                        | Club        | País    | Año  | Goles |
| --------------------------------- | ----------- | ------- | ---- | ----- |
| Goleador de la Serie A de Ecuador | El Nacional | Ecuador | 1987 | 23    |
| Goleador de la Serie A de Ecuador | El Nacional | Ecuador | 1989 | 23    |
| Goleador de la Serie A de Ecuador | El Nacional | Ecuador | 1990 | 28    |